# Abderrahmane Bouthiba
Abderrahmane Bouthiba, né le 28 janvier 1909 à Alger et mort à une date inconnue, est un homme politique français puis algérien.

## Distinctions
- Officier de la Légion d'honneur[Quand ?]
- Commandeur de l'ordre du Mérite agricole
- Chevalier de l'Économie nationale
- Grand officier de l'ordre du Nichan Iftikhar
- Commandeur du Ouissam alaouite